# Sandrach
Die Sandrach (in den Landkreisen Aichach-Friedberg und Neuburg-Schrobenhausen Donaumoos-Ach oder nur Ach genannt) ist ein linker Nebenfluss der Paar, der durch die Landkreise Aichach-Friedberg und Neuburg-Schrobenhausen, die Stadt Ingolstadt und den Landkreis Pfaffenhofen fließt. Die Länge des Flusses beträgt 50,65 Kilometer.

## Geschichte
Der Name Sandrach leitet sich von Sunder Ach ab, was die südliche Ach bedeutet. Ursprünglich war die Sandrach im Bereich von Ingolstadt der südlichste der drei Donauarme und zugleich der Hauptarm. Um 1363 wurde der nördliche der drei Arme aus handelspolitischen Gründen auf Anweisung von Herzog Stephan II. zum Hauptarm ausgebaut, indem unter anderem das Wasser des südlichen Arms in den nördlichen umgeleitet wurde. Aus dieser Zeit, als die Sandrach den Hauptarm der Donau markierte, rührt auch die Grenzziehung zwischen den Bistümern Eichstätt und Augsburg her, die noch heute besteht. Lange Zeit war die Sandrach zudem Grenze zwischen den beiden Herzogtümern Bayern und Pfalz-Neuburg.

## Geographie

### Verlauf

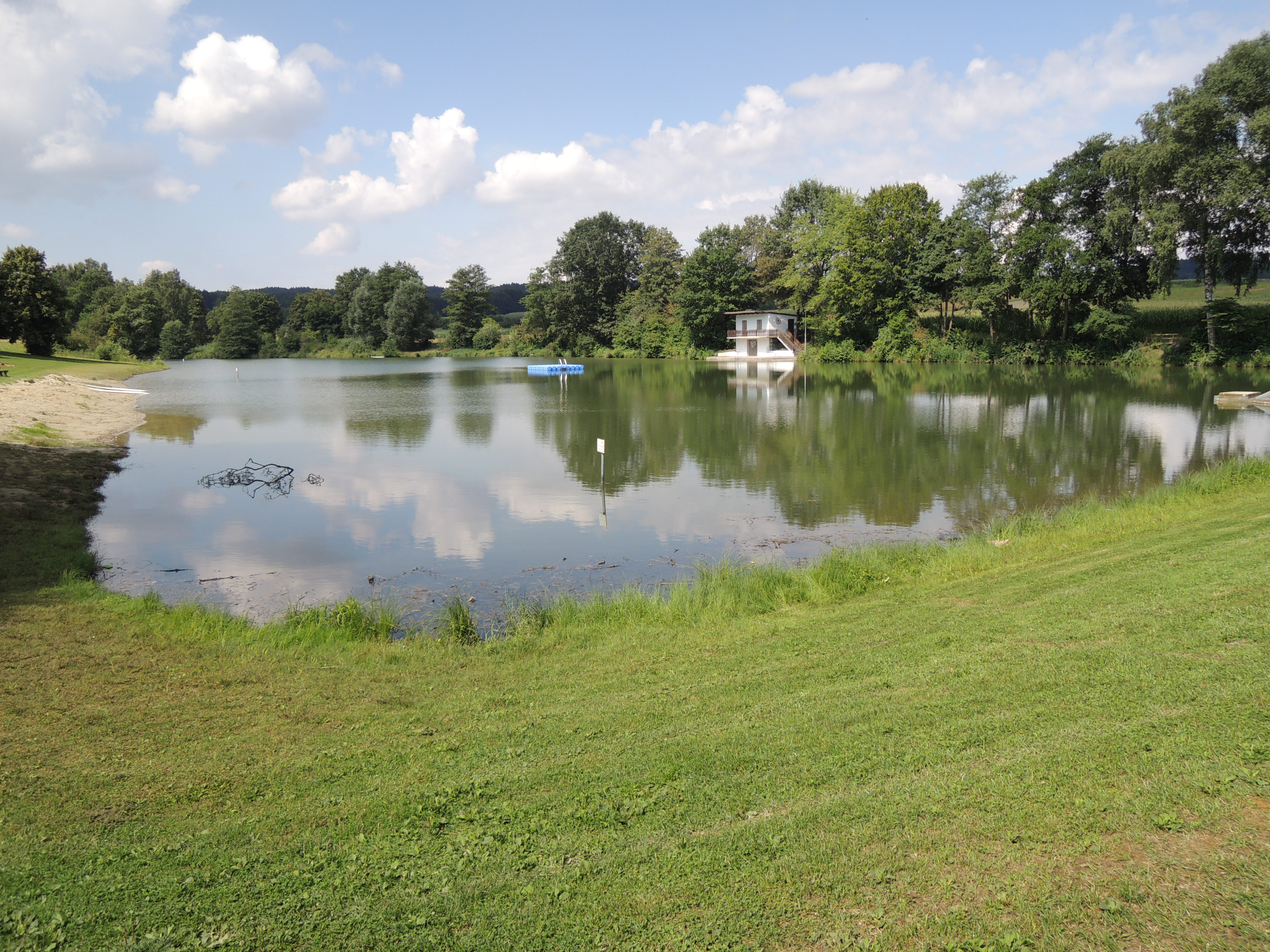
Der nahe bei Handzell angestaute Mandlachsee wird von der obersten Sandrach durchflossen

Das Wasser der heutigen Sandrach kommt nicht mehr aus der Donau, sondern aus den Entwässerungskanälen des Donaumooses, wo der Lauf der Ach südwestlich von Pöttmes beim Weiler Mandlach beginnt. Dort durchfließt sie den aufgestauten Mandlachsee. Vollständig begradigt verläuft sie weiter, vorbei an Karlshuld nach Weichering, wo sie, von zahlreichen Begradigungen abgesehen, dem Verlauf des einstigen südlichen Donauarms folgt. Vorbei an den Ingolstädter Stadtteilen Zuchering, Spitalhof, Unterbrunnenreuth und Unsernherrn mündet der nun als Sandrach bezeichnete Fluss schließlich nördlich von Manching in die Paar.

### Zuflüsse
Liste einer Auswahl der Zuflüsse von der Quelle zur Mündung. Länge und Einzugsgebiet wenn dort verfügbar nach dem amtlichen Gewässerverzeichnis, ansonsten abgemessen auf der amtlichen topographischen Karte.
- Weiherbach, von links zwischen Pöttmes-Batzmühle und -Aumühle, ca. 2,3 km
- Moosgraben, von links gegenüber Pöttmes-Maiermühle, ca. 2,1 km
- Schimmelwiesbach, kurz nach Unterdükerung der Sandrach von rechts gegenüber der Mittelmühle von Pöttmes, ca. 4,3 km
- Pertenauer Graben, von rechts nach der Kläranlage unterhalb von Pöttmes, ca. 2,6 km
- Sandizeller Arrondierungskanal, von rechts nahe Königsmoos-Klingsmoos, 2,6 km und 18,8 km²
- Schoatgraben, von links nahe Klingsmoos, ca. 5,4 km
- Erlengraben, von links bei Königsmoos-Ludwigsmoos, ca. 8,4 km
- Scheidegraben, von links bei Ludwigsmoos, 8,2 km und 8,6 km²
- Allerbach, von links bei Ehekirchen-Dinkelshausen, ca. 4,9 km
- Dinkelshausener Arrondierungskanal, von links bei Ehekirchen-Kehrhof, 5,8 km und 15,1 km²
- Schornreuter Kanal, von links bei Weichering, 7,4 km und 17,0 km²
- Brautlach, von rechts bei Manching-Niederstimm, 21,4 km und 177,9 km²
- Urfer, von rechts bei Manching, 2,5 km und 4,2 km²

## Fauna
Der Fluss weist zwei in Bayern vom Aussterben bedrohte Tierarten auf: In einem Abschnitt der Ach besteht eine Population an Bachmuscheln, die mit etwa 10.000 bis 15.000 Exemplaren als zweitgrößter Bestand in Bayern gilt. Im Oberlauf kommt Gemeine Keiljungfer und neben anderen gefährdete Libellenarten vor.
Fische
Das einzige Vorkommen im Landkreis Neuburg-Schrobenhausen des stark gefährdeten Schneiders ist in der Ach. Der Bestand gilt als längerfristig stabil. Auch die in Deutschland gefährdete Hasel wurde im gesamten Landkreis nur in der Ach nachgewiesen.